# Novruzali Mammadov
Novruzali Mammadov (in azero Novruzali Məmmədov; 1940 – Baku, 17 agosto 2009) è stato un linguista e attivista azero, PhD in filologia, e direttore del giornale in lingua taliscia (oggi chiuso) Talyshi Sado (La voce dei talisci).
Mammadov riconosciuto come prigioniero politico da varie organizzazioni internazionali, recluso in violazione delle sue libertà di espressione e di associazione. Mammadov ha anche lavorato all'Istituto di Linguistica della Azerbaijan National Academy of Sciences ed è stato a capo di un centro culturale taliscio, chiuso dopo la sua incarcerazione.

## Incarcerazione
Nel giugno 2008, la Corte per i Reati Gravi dell'Azerbaigian, senza la partecipazione di avvocati, della famiglia di Mammadov o della stampa, ha annunciato il verdetto contro di lui e contro il segretario responsabile della Tolishi Sado, Elman Guliyev. Sono stati accusati in base all'articolo 274 del codice penale (alto tradimento), e condannati Mammadov a 10 anni di reclusione, e Guliyev a 6 anni di reclusione (senza la confisca dei beni) con regime carcerario restrittivo. Mammadov è stato accusato di spionaggio a favore dell'Iran. Era stato arrestato dopo che il giornale aveva pubblicato articoli che mostravano il noto poeta Nezami come persiano, sostenendo che sua madre, di nome Ra'isa, fosse curda, e che il leader del movimento dei khurramiti Babak Khorramdin fosse taliscio.
Organizzazioni internazionali come Washington Profile, UNPO  e Radio Free Europe/Radio Liberty hanno espresso la loro preoccupazione per l'arresto di Mammadov.
Il 26 giugno 2008, il Commissario per i diritti umani del Consiglio d'Europa, Thomas Hammarberg ha annunciato, che il Consiglio d'Europa "è molto insoddisfatto" dal verdetto riguardante Mammadov.
Nel febbraio 2009 i rappresentanti dell'ufficio di Baku dell'Organizzazione per la sicurezza e la cooperazione in Europa (OSCE), dell'ambasciata della Norvegia e della rappresentazione della Commissione europea a Baku lo hanno visitato in carcere.
Il 9 aprile del 2009, il deputato estone Andres Herkel, co-relatore del comitato di monitoraggio dell'Assemblea parlamentare del Consiglio d'Europa (PACE), e Veronica Kotek, rappresentante speciale del Segretario Generale del Consiglio d'Europa in Azerbaigian, hanno avuto un incontro con Mammadov, che stava scontando la sua pena nel carcere di alta sicurezza numero 15 di Baku. Herkel ha detto che lui, insieme al nuovo relatore PACE nuova nomina sui prigionieri politici Christopher Strasser, sono al corrente del caso, e lo avrebbero ricordato direttamente al presidente azero Ilham Aliev nel loro incontro.
Il 27 luglio 2009 Mammadov è trasferito all'ospedale del Servizio penitenziario del Ministero della Giustizia dell'Azerbaigian, ma rimane privo di assistenza medica qualificata. Secondo Khalil Mamedov egli fu posto in un reparto comune, senza servizi igienici elementari e senza biancheria da letto. Non poteva muoversi liberamente, mangiare e bere; soffriva di dolori e mancanza di respiro; ma non ha ricevuto cure mediche.  Mammadov è morto in un ospedale-prigione azero per un attacco di cuore il 17 agosto 2009.

## Famiglia
I suoi figli Emil e Kyamran sono stati più volte rapiti per tempi brevi, e pressione fisica e morale è stata usata contro di loro dalle autorità. L'8 settembre 2007 Kyamran Mammadov è morto di un attacco di cuore.
L'altro figlio, Emil Mammadov, è stato accusato di stoccaggio e uso di droghe. Un tribunale ha ordinato il suo rilascio dalla prigione nel 2008, trovando le accuse contro di lui non comprovate.